# Rendesten
En rendesten kaldes en åben, men ikke ret dyb, stensat, eller på anden måde befæstet (i nyere tid ofte asfalteret) rende, der tjener til afledning af spildevand eller regnvand fra kørebanen. Særlig bruges betegnelsen om de rendeformede fordybninger, som tilvejebringes i byers gader langs kørebanernes sider, og som i nyere tid, efter at de fleste byer er blevne forsynede med kloakker, kun tjener til regnvandsafledning. I ældre tid brugtes rendestene også til bortledning af spildevand og var da af noget større profil end siden hen. De blev dengang undertiden anbragte midt i kørebanen. Regnvandet fra spildevandsrenderne blev ledt ud til byens åløb, kanal eller havneløb.
Man kan skelne mellem 1700-årenes nærmest V-formede kisterender og 1800-årenes og senere tiders knækrender, hvor gadeprofilet blot er hældende udad mod kantstenen, der – sammen med en svag hældning nogle centimeter udad – i sig selv modvirker, at fortovet (der af afløbshensyn skråner ud mod vejbanen) bliver dækket af regnvand.